# نيفيل فارمر
نيفيل فارمر (بالإنجليزية: Neville Farmer)‏ هو منتج أسطوانات وملحن بريطاني، ولد في 17 يناير 1960.

## روابط خارجية
- نيفيل فارمر على موقع IMDb (الإنجليزية)
- نيفيل فارمر على موقع ميوزك برينز (الإنجليزية)